# 鉄道に関する世界一の一覧

## 車体

### 速度
- マラード号（ イギリス） - 世界最速記録を持つ蒸気機関車。202km/h。
- オーストリア国鉄1216 050（ オーストリア） - 交直流電気機関車世界最高速度記録を持つ電気機関車（4軸）。357 km/h、2006年9月2日。
- フランス国鉄（ フランス）
  - TGV世界最高速度記録。時速574.8 km/h、
- TEP80-0002（ ロシア） - ディーゼル機関車の世界最高速度記録。271 km/h、1993年10月5日[1]。
- 中国高速鉄道（ 中国） - 粘着走行型で世界一営業速度の速い列車「CR400型（復興号）」。350 km/h[2]。
- TGV（ フランス） - 粘着式で世界一の速度を出した。LGV東ヨーロッパ線で特別に架線電圧を31 kVまで昇圧（通常は25 kV）し、通常より大きな車輪を履かせた最高速記録用の車両が574.8 km/hを記録[3]。
- 上海トランスラピッド（ 中国） - 営業中の磁気浮上式で世界一速い列車。営業最高速度は431 km/h。ギネス世界記録認定[4]。
- 超電導リニアL0系（ 日本） - 磁気浮上式で世界一速い列車。最高速度記録は2015年（平成27年）4月21日試験時の603 km/h。ギネス世界記録認定[5]。
- ロケットスレッド（ アメリカ合衆国） - 世界一速い（分類上は）鉄道車両、かつ、世界一速い陸上の乗り物とされるが、実態は超音速滑走体。ニューメキシコ州ハラマン空軍基地の施設にて最高速度10,330 km/h。ただし実験装置であり、強烈な加速度のためにとても生物が安全に乗れるものではなく、ギネス世界記録に登録されてはいない。

### 大きさ
- エリー鉄道5000形蒸気機関車（ アメリカ合衆国） - 世界一強力な牽引力の蒸気機関車。最大牽引力67.8tf。
- グレート・ウェスタン鉄道ハリケーン号（ イギリス） - 世界一大きな動輪を持つ蒸気機関車。直径3,050mm。
- 新幹線E4系電車（ 日本） - 高速鉄道では世界一の座席数。1編成は8両だが、2編成つなげて16両にすると座席数1,634席[6]。　ギネス世界記録認定
- ブダペスト市電・ウルボス（ ハンガリー） - 世界最長の路面電車車両。全長55,900mm、定員345人[7][8]。
- レーティッシュ鉄道（ スイス） - 世界最長の旅客列車。100両編成、全長2km[9]。
- TYスケール - 世界一小さい縮尺の鉄道模型。縮尺1/900。ただし自家製で市販品は存在しない。

### 値段
- ブルートレイン（ 南アフリカ共和国） - 世界一の豪華列車。

### 歴史
- ワイラム・ディリー号、パッフィング・ビリー号（ イギリス） - 世界一歴史の長い蒸気機関車 （両者とも1813年製造）
- Ge-1形 - 世界一歴史の長いディーゼル機関車（ ソビエト連邦、1924年製造）

## 路線

### 距離
- シベリア鉄道（ ロシア） - 世界一距離の長い鉄道。全長9,297km。
  - ロシア号に併結されている100Щ列車 モスクワ～ハサン（ロシア国境）～平壌（ ロシア・ 北朝鮮） - 世界最長距離列車。モスクワ行き8泊9日、平壌行き9泊10日、走行距離10,214km。2019年3月現在、最長の定期列車。2週に1度、ロシア号に併結[10]。
- オリエントエクスプレス'88 - パリ・リヨン駅→香港（九龍）駅 および広島駅→東京駅（ フランス・ ベルギー・ 西ドイツ・ 東ドイツ・ ポーランド・ ソビエト連邦・ 中国・ イギリス領香港・ 日本）。史上最長の列車、走行距離15,494km。ギネス世界記録認定。
- 京広高速鉄道（ 中国）- 世界最長の高速鉄道。全長2298km。
- 上海軌道交通（ 中国）- 世界最長の地下鉄路線の総延長。873km。
- 上海軌道交通11号線（ 中国）- 世界最長の地下鉄路線(ただし、高架区間を含む数値)。82km。
- 成都地下鉄6号線（ 中国）- 世界最長の地下区間を持つ地下鉄路線。68km[11]。
- メルボルンの路面電車（ オーストラリア）- 世界最長の路面電車路線の総延長。250km[12]。
- バンクーバー・スカイトレイン（ カナダ）- 世界最長の無人自動鉄道。79.5km。
- 重慶軌道交通（ 中国）- 世界一営業距離の長いモノレール。総営業距離98.5km。ギネス認定[13]。
  - 千葉都市モノレール（ 日本） - 懸垂式モノレールで営業距離世界一。総営業距離15.2km。ギネス認定[14]。
  - 重慶軌道交通3号線（ 中国） - 世界一営業距離の長いモノレール路線。営業距離55km。ギネス認定[15]。
- エンジェルス・フライト（英語版）（ アメリカ合衆国） - 世界で一番短い営業している鉄道（全長91m）

### 高低
- 青蔵鉄道（ 中国） - 世界一標高の高い地点を通る鉄道。最高点標高5,072m。
  - 同地点付近にあるタングラ駅が世界一高い場所にある鉄道駅である[16]。
  - その他、世界一高所にあるトンネル（風火山トンネル（中国語版） - 標高4,905m）、世界最長の高原凍土トンネル（崑崙山トンネル（中国語版） - 長さ1,686m）、世界一高所にある鉄道橋（三岔河大橋（中国語版） - 標高3,800m）も存在する[17]。
- タングラ峠（ 中国） -　鉄道の世界最高地点にあたる峠。海抜5,072m。[18][19]
- メキシコシティ地下鉄（ メキシコ） - 世界一標高の高い地点を通る地下鉄。全線が標高2,240mのメキシコシティ市内を走る[20]。

### 規模
- 北京地下鉄（ 中国） -　世界一乗客が多い地下鉄。1日平均1000万人以上。

## 駅

### 歴史
- ヘイントン駅（英語版）（ イギリス） - 世界最古の駅。ストックトン・アンド・ダーリントン鉄道の開業と同年の1825年に設置された[21]。

### 高低
- タングラ駅（ 中国） -　世界一高い場所にある鉄道駅。海抜5,068.63m[16]。
- 青函トンネル竜飛斜坑線体験坑道駅（ 日本） -　世界一低い場所にある鉄道駅。海面下140m。
- スミス・ストリート-9丁目駅（ アメリカ合衆国） -　世界一地上高が高い場所にある地下鉄駅。地上26.7m[22][23]。

### 長短
- カラグプール（英語版）駅（ インド） -　世界一長いプラットホームを持つ鉄道駅。全長1072m[24]。

### 規模
- 新宿駅（ 日本） -　世界一乗降客が多い駅。1日平均364万人[25]。
- 梅田駅 ( 日本)　-　単体路線の地下鉄駅でもっとも乗降客数の多い駅。1日44万人。

### 南北
- ニケリ - ムルマンスキー駅（ ロシア）-　世界一北にある旅客駅。ロシア連邦ムルマンスク州に所在。北緯69°25′東経30°15′。
- インバーカーギル駅（英語版）（ ニュージーランド） -　世界一南にある旅客駅（旅客輸送は2002年に運行終了。現在は貨物輸送のみ運行）。
- 南フエゴ鉄道（ アルゼンチン） - 世界一南にある鉄道、ただし軌間は500mm。アルゼンチンのフエゴ島のウシュアイアにある[26]。南緯54°48′西経68°18′。
- 南フエゴ鉄道パルケ・ナシォナル駅　Estación Andén Parque Nacional　（ アルゼンチン）　- 世界一南に位置する駅[27][26]。

## トンネル

### 長短
- ゴッタルドベーストンネル（ スイス） -　世界一長い鉄道トンネル。57.1km。
- 青函トンネル（ 日本） -　世界一長い海底鉄道トンネル。53.85km（別名「ゾーン539」）。海底部23.3km。
- 英仏海峡トンネル（ イギリス、 フランス） -　世界一海底部の総距離が長い鉄道トンネル。海底部37.9km。

## 橋

### 長短
- 丹陽-昆山特大橋（ 中国） -　世界一長い鉄道橋（京滬高速鉄道）。164.8km。